# Ed Lauter
Edward Matthew "Ed" Lauter II, född 30 oktober 1938 i Long Beach, New York, död 16 oktober 2013 i West Hollywood i Los Angeles, Kalifornien, var en amerikansk skådespelare och komiker.
Dödsorsaken var mesoteliom, en aggressiv och obotlig cancerform, som fås av den som exponerats av asbest. Lauters änka lämnade 2014 in stämmingsansökningar i domstol mot flera TV-bolag och Ford för makens asbestexponering.

## Filmografi i urval
- 1974 – Benknäckargänget
- 1975 – French Connection II
- 1975 – Mot Fort Humboldt
- 1976 – King Kong
- 1978 – Familjen Macahan (TV-serie) (4 avsnitt)
- 1983 – Cujo
- 1983 – Magnum (TV-serie) (1 avsnitt)
- 1983 – St. Elsewhere (TV-serie) (1 avsnitt)
- 1985 – Death Wish 3
- 1985 – Girls Just Want to Have Fun
- 1985 – Snilleskolan
- 1986 – Hårda bud
- 1986 – Miami Vice (TV-serie) (1 avsnitt)
- 1986 – Youngblood
- 1987 – Mord och inga visor (TV-serie) (1 avsnitt)
- 1989 – Född den fjärde juli
- 1990 – Hur jag lärde en FBI-agent dansa marengo
- 1991 – Rocketeer
- 1992 – Den inre kretsen
- 1992 – Star Trek: The Next Generation (TV-serie) (1 avsnitt)
- 1993 – Arkiv X (TV-serie) (1 avsnitt)
- 1993 – True Romance
- 1993 – Uppdrag: mord (TV-serie) (1 avsnitt)
- 1994 – Highlander (TV-serie) (1 avsnitt)
- 1994 – Wagons East!
- 1995 – Farväl Las Vegas
- 1997 – En mumie på rymmen
- 1997 – Walker, Texas Ranger (TV-serie) (2 avsnitt)
- 1998 – Cityakuten (TV-serie) (6 avsnitt)
- 1998 – Millennium (TV-serie) (1 avsnitt)
- 2000 – I lagens namn (TV-serie) (1 avsnitt)
- 2000 – Tretton dagar
- 2001 – Förhäxad (TV-serie) (1 avsnitt)
- 2001 – Not Another Teen Movie
- 2002 – CSI: Crime Scene Investigation (TV-serie) (1 avsnitt)
- 2003 – Seabiscuit
- 2004 – På heder och samvete (TV-serie) (1 avsnitt)
- 2005 – På spaning i New York (TV-serie) (1 avsnitt)
- 2006 – Seraphim Falls
- 2008 – Cold Case (TV-serie) (1 avsnitt)
- 2008 – Grey's Anatomy (TV-serie) (1 avsnitt)
- 2008 – The Prince and the Pauper
- 2011 – The Artist
- 2013 – The Office (TV-serie) (1 avsnitt)